# Robot vermist
Robot vermist is een sciencefictionverhaal van Isaac Asimov. Het oorspronkelijke verhaal Little lost robot verscheen voor het eerst in het blad Astounding Science Fiction (editie maart 1947). Daarna verscheen in het diverse verzamelalbums aan robotverhalen van Asimov. In Nederland verscheen het voor het eerst in Sciencefictionverhalen 3 bij Het Spectrum, Prisma Pockets en later in de bundels Een robot droomt, De totale Robot en Ik, Robot.
Het is een van zijn vele robotverhalen, waarin zijn Drie wetten van de robotica een doorslaggevende rol spelen. In dit geval is er vanwege praktische reden afgeweken van de eerste wet: "Een robot mag een mens geen letsel toebrengen of door niet te handelen toestaan dat een mens letsel oploopt".
Het verhaal speelt zich af op Hyper Base, een militair station op een planetoïde, waar onderzoek gedaan wordt naar hyperruimte. Daar werkt, in verband met de gevaarlijkheid, een tweetal robots waarvan het programma van de eerste wet is ingekort tot "Een robot mag een mens geen letsel toebrengen". Een overspannen medewerker zegt tegen een van deze robot 'Rot op' en die robot voert die wens uit. Hij doet dit door onder te duiken in een ruimtevrachtschip met 62 robots, die de gehele wet ingeprint hebben. De taak is nu terug te vinden, welke van de 63 robots zich anders voordoet dan de andere 62. De medewerkers van de planetoïde komen er zelf niet uit en roepen de hulp in van Susan Calvin, robotpsychologe van US Robots. Haar eerste oplossing is gelijk aan die van het planetoïdepersoneel, vernietig alle robots en je bent van het probleem af. Het voornaamste probleem, een robot die niet volledig is geïnstrueerd kan gevaarlijk zijn voor de mensheid wordt daarbij meteen opgelost. Die optie blijkt te kostbaar en de psychologe moet een manier zien te vinden om die ene robot van de andere 62 te scheiden. Na diverse gesprekken en mislukkingen, vindt ze de oplossing.
De oplossing ligt in het feit dat de afwijkende robot inmiddels geleerd heeft dat er twee soorten straling kunnen zijn, gammastraling en infraroodstraling. Die gammastraling verstoort de werking van robots. Calvin brengt zichzelf in gevaar door een vallend blok metaal. De robots zien het gevaar, waarop 62 robots blijven staan. Ze hebben te horen gekregen dat Calvin in een veld staat met gammastraling en daardoor niet meer te redden is; zij hoeven zichzelf dus ook niet in gevaar te brengen. De afwijkende robot snelt wel toe, want hij ziet dat er geen gammastraling is gebruikt, maar infraroodstraling en probeert haar daarom toch te redden. Zodra dat hem opvalt, probeert hij Calvin alsnog te doden, maar wordt lamgelegd door de gammastraling.
Zijn beste vriend · Sally · Op een dag · Gezichtspunt · Denken · Ware liefde · Robot AL-76 verdwaald · Overwinning onopzettelijk · Vreemdeling in het paradijs · Lichtvers · De racist · Robbie · Als we bij elkaar komen · Spiegelbeeld · Jubileumincident · Eerste wet · dronken robot · Logica · Vingers · Leugenaar · Succes verzekerd · Lenny · Galeislaaf · Robot vermist · Risico · Grappenmaker! · Bewijs · De machines · Vrouwelijke intuïtie · Weest Hem indachtig · Tweehonderd jaar mens